# Roztoky u Prahy

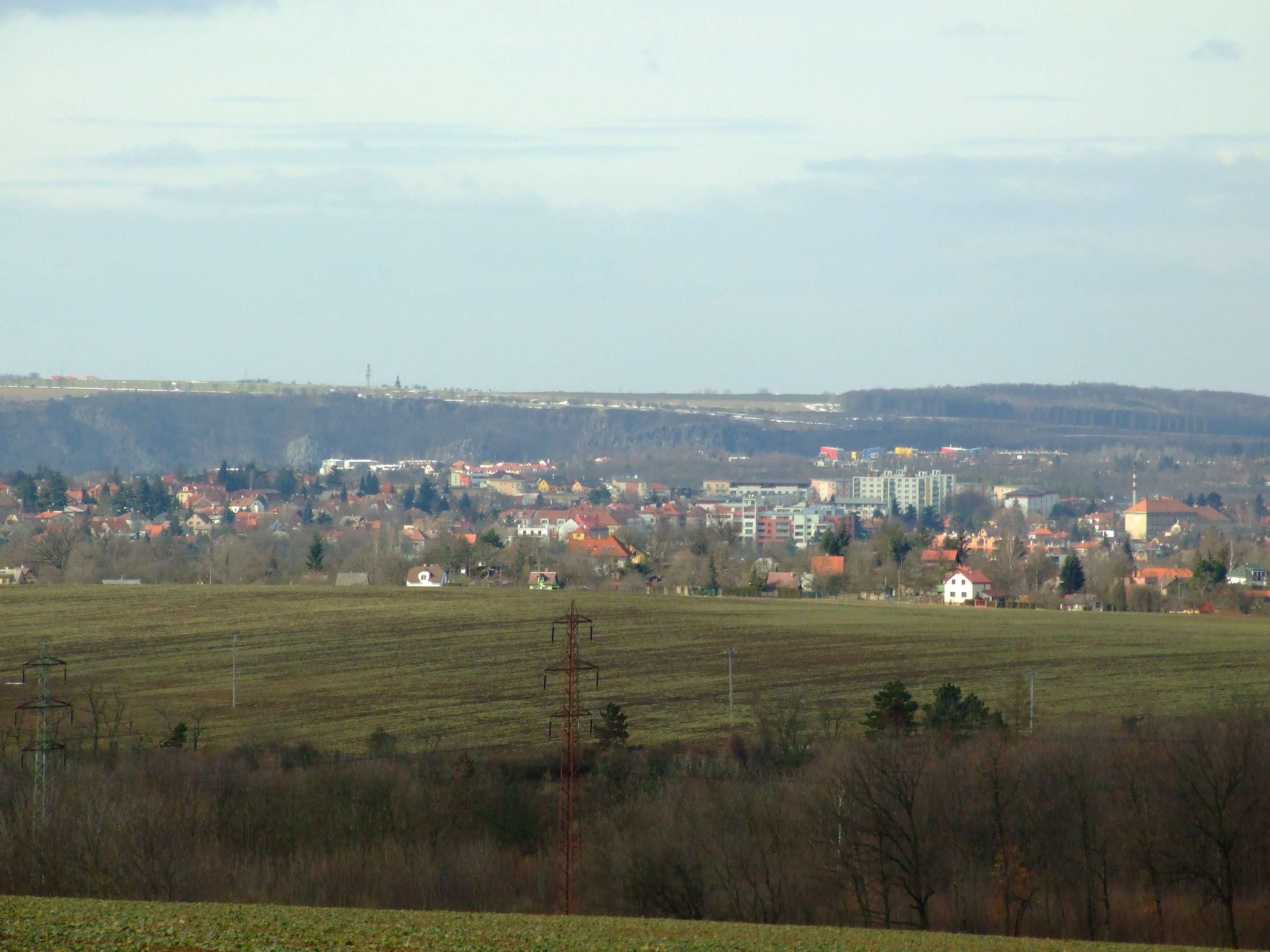
Blick von Čimice auf Roztoky

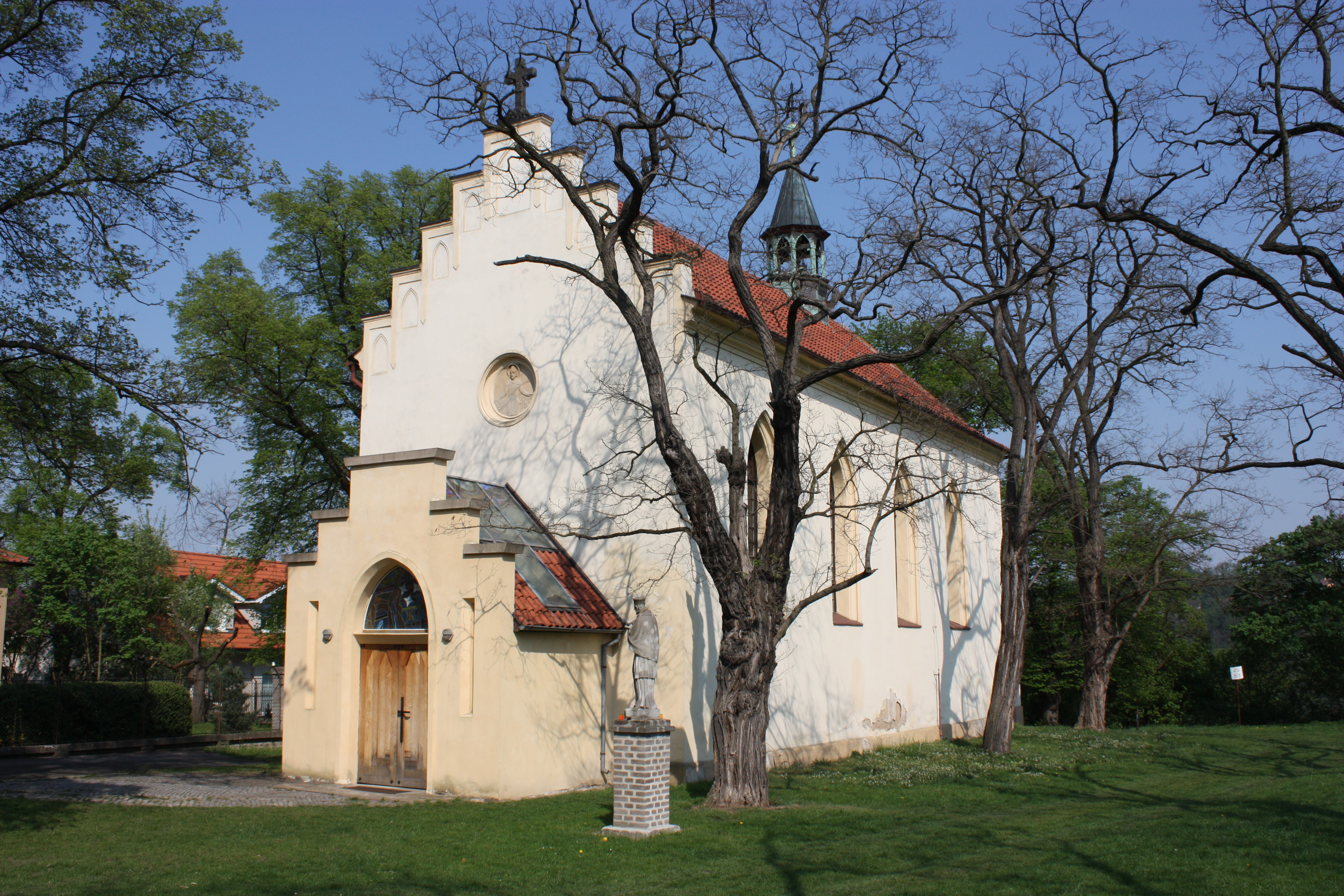
Kirche Geburt Johannes des Täufers

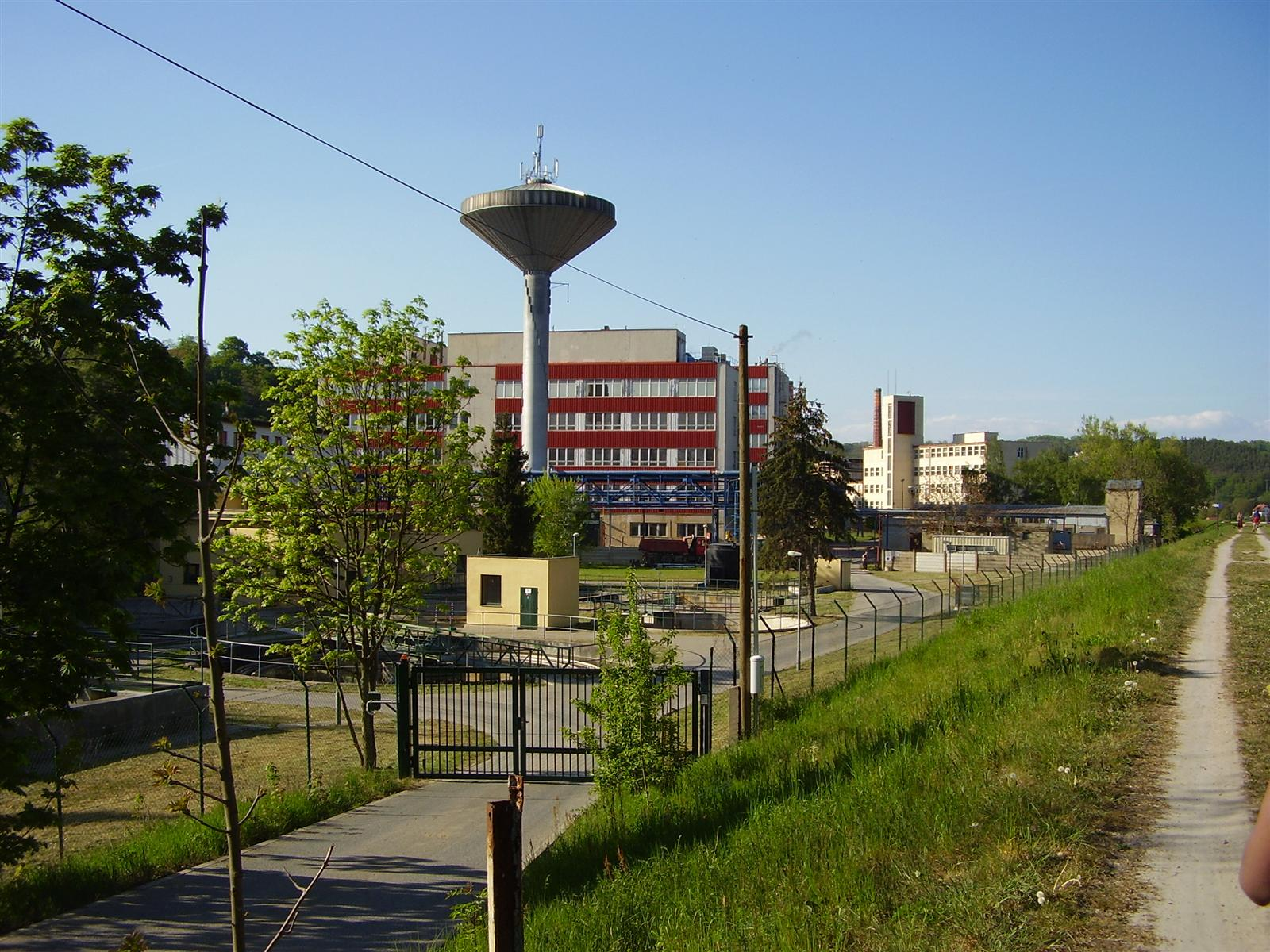
VUAB Pharma a.s.

Roztoky (deutsch Rostok) ist eine Stadt in Tschechien. Sie liegt zehn Kilometer nördlich des Stadtzentrums von Prag an dessen Stadtgrenze und gehört zum Okres Praha-západ.

## Geographie
Roztoky befindet sich am Rande des Prager Kessels (Pražská kotlina) auf der Prager Hochfläche (Pražská plošina). Die Stadt liegt linksseitig der Moldau an der Einmündung des Baches Únětický potok. Am gegenüberliegenden Flussufer erstreckt sich der Naturpark Dolní Povltaví. Südöstlich erhebt sich der Klevetník (265 m) und im Südwesten der Na Vršcích (297 m). Entlang der Moldau verläuft die Bahnstrecke Praha–Děčín. Durch Roztoky führt die Staatsstraße II/242 zwischen Velké Přílepy und Prag. Zwischen Roztoky und Klecánky verkehrt eine Fähre über die Moldau.
Nachbarorte sind Plavidlo, Větrušice, Drasty und Hoštice im Norden, Klecany und Přemyšlení im Nordosten, Klecánky, Brnky, Na Pěkné Vyhlídce und Dolní Chabry im Osten, Čimice, Bohnice und Zámky im Südosten, Maximiliánka, Na Háji, Za Hájem, Sedlec, Nový Suchdol und Starý Suchdol im Süden, U Potůčku, Třešňovka, Na Skále, Horoměřice und Únětice im Südwesten, Úholičky und Žalov im Westen sowie Levý Hradec, Řež und Husinec im Nordwesten.

## Geschichte
Archäologische Funde belegen, dass die Terrassen an der Mündung des Únětický potok in die Moldau seit der Jungsteinzeit besiedelt waren. Wahrscheinlich im 9. Jahrhundert ließen die Přemysliden als neues Herrschaftszentrum die Burg Levý Hradec errichten. Herzog Bořivoj I. ließ nach seiner Taufe zwischen 882 und 884 bei der Burg die Rotunde des hl. Kliment als erste christliche Kirche in Böhmen anlegen. Im 12. Jahrhundert gaben die Přemysliden die Burg und das zugehörige Städtchen auf.
Die erste urkundliche Erwähnung von Roztoky erfolgte im Jahre 1233 im Zusammenhang mit Peter von Rostok. Im Mündungsbereich des Únětický potok entstand im 13. Jahrhundert als Sitz der Herren von Rostok eine Wasserfeste mit rundem Grundriss, die von einem tiefen Graben umgeben war. Daneben bestand ein dem Stift Břevnov gehöriges Abtshaus mit Vorwerkshof. Zwischen 1360 und 1374 gehörte das Gut Rostok dem Prager Bürger Šimon Bohuslavův Olbramovec. Dessen Witwe Markéta verkaufte das Gut zum Ende des 14. Jahrhunderts an Eberhard von Reims (z Remeše). 1381 beerbte ihn sein Bruder Reinhard, der die Feste umbauen ließ. Nach dem Ausbruch der Hussitenkriege wurden die Güter des auf Seiten König Sigismund stehenden Reinhard von Reims durch die Prager Hussiten konfisziert. In dieser Zeit erlosch auch der Rostocker Besitz des Stiftes Břevnov. Besitzer des Gutes Rostok wurden verschiedene Bürger der Prager Altstadt, darunter der Schreiber Jan von Pořešín. Nach der Schlacht bei Lipan erhielt Reinhard von Reims das Gut zurück, nach seinem Tode fiel es an König Ladislaus Postumus heim. In der zweiten Hälfte des 15. Jahrhunderts ließ der Besitzer des Gutes, Friedrich von Dohna (Bedřich z Donína) die Feste im gotischen Stil umgestalten. Zum Ende 15. und in der ersten Hälfte des 16. Jahrhunderts gehörte das Gut den Herren von Schlick und später Elisabeth Smiřická von Smiřice. Deren Erben verkauften Rostok an Ludwig Scheradin von Schorndorf; ihm folgte die Familie Cartesius, die das Gut 1565 an den Hauptmann des Schlaner Kreises, David Borinie Ritter von Lhota verkaufte.
Dieser ließ die Feste zu einem zweigeschossigen Renaissanceschloss mit Arkadengang umgestalten. Im Jahre 1606 kaufte sein Sohn David d. J. Borinie von Lhota den Hof und das Dorf Lichtendorf von Christoph von Leskow und schloss diese an Rostok an. Nach der Schlacht am Weißen Berg wurden David Borinies Güter konfisziert.
Die Hofkammer verkaufte die Güter Rostok und Lichtendorf an Karl von Liechtenstein, der sie zu einem Familienfideikommiss erhob. Während des Dreißigjährigen Krieges wurden das Schloss und das Dorf 1639 von schwedischen Truppen zerstört. Im Jahre 1784 wurde Roztoky bej einem schweren Moldauhochwasser teilweise überflutet. Die Fürsten von Liechtenstein verkauften den Fideikommiss Rostok 1803 an Josef Mader und dessen Schwiegersohn Joseph Löhner. Mader veräußerte seine Hälfte des Besitzes 1807 an Löhner, der damit alleiniger Eigentümer des Gutes Rostok mit Lichtendorf wurde. Löhner verkaufte im selben Jahre den Hof Auholičky an den Prager Bürger Martin Nowak und 1810 den Hof Hoschtitz (Hoštice) an den Besitzer der Herrschaft Pakoměřitz (Pakoměřice), Friedrich Graf von Nostitz. Seit 1807 besaß Löhner auch das Gut Statenitz, welches er 1821 an Barbara Gräfin Khüenburg veräußerte. In diesem Zuge tauschte Löhner beim Gut Statenitz das Dorf und den Hof Lichtendorf gegen die Statenitzer Dörfer Husinetz, Řež und Žalow mit Hradetz ein. Er verbesserte die Landwirtschaft durch Anwendung wissenschaftlicher Methoden und Maschinen; den Feldbau betrieb er anteilig in Wechsel- bzw. Koppelwirtschaft. Außerdem gestaltete er Ödland und Berglehnen zu Wald und Gärten um. Während der frühere Weinbau kaum noch eine Rolle spielte, erlangte der Obstbau unter Löhner große Bedeutung. Joseph Löhner verstarb 1837, zwei Jahre später wurde das Gut seinem Sohn Ludwig Edler von Löhner überschrieben. Dieser verkaufte es am 30. Jänner 1839 an den Prager Bürger Joseph Leder und dessen Frau Anna, geborene Geřabek, deren Nachkommen das Gut bis zum Anfang des 20. Jahrhunderts hielten.
Im Jahre 1843 umfasste das Gut eine Nutzfläche 1797 Joch 332 Quadratklafter, von denen 715 Joch 489 Quadratklafter der Obrigkeit gehörten. Zum Gut waren die Dörfer Rostok, Žalow, Husinetz und Řež sowie sieben Häuser von Klein-Kletzan (Klecánky) untertänig. Insgesamt lebten auf dem Gebiet 939 Personen, darunter in Rostok zwei protestantische und eine israelitische Familie. Das Dorf Rostok / Rostoky bestand aus 76 Häusern mit 624 Einwohnern. Unter herrschaftlichen Patronat standen die Lokalkirche des hl. Johannes des Täufers, das Lokalistenhaus und die Schule. Außerdem gab es in Rostok ein obrigkeitliches Schloss, einen dominikalen Meierhof mit Schäferei, ein dominikales Bräuhaus, ein dominikales Branntweinhaus, ein dominikales Jägerhaus, eine Moldau-Überfuhr, ein Wirtshaus sowie zwei Mühlen an der Moldau und eine am Aunjetitzer Bach. Rostok war Pfarrort für Žalow, die Kirche St. Kliment in Hradetz gehörte als Filialkirche zur Pfarre. Bis zur Mitte des 19. Jahrhunderts war Rostok das Amtsdorf des gleichnamigen Gutes.
Nach der Aufhebung der Patrimonialherrschaften bildete Roztoky / Rostok ab 1850 mit dem Ortsteil Žalov eine Gemeinde im Bezirk und Gerichtsbezirk Smíchov. Die zu dieser Zeit von der k.k. Nördliche Staatsbahn hergestellte Bahnverbindung zwischen Prag, Bodenbach und Dresden brachte zunehmend Ausflügler in die landschaftlich attraktive Gegend im Roztoky. Damit begann der Wandel Roztokys von einem durch die Landwirtschaft geprägten Dorf zur Sommerfrische und zum Treffpunkt von Landschaftsmalern. Im Tal Tiché údolí des Únětický potok ließen wohlhabende Prager Bürger Villen errichten. Zugleich siedelten sich in Rostok auch Industriebetrieb an. Dazu gehörten eine Ölfabrik, eine Düngemittelfabrik, die Fabrik für Farbholzextrakte E. Oesinger. 1867 löste sich Žalov von Roztoky los und bildete eine eigene Gemeinde. 1870 entstand die Fabrik von J.Felkl & Sohn, die der einzige Hersteller von Erdglobussen in der k.k. Monarchie war. Im Jahre 1886 ließ der Bürgermeister Matěj Vošahlík die Rostoker Serpentinen anlegen. Während seiner Amtszeit wurde Rostok 1893 zur Marktflecken erhoben. Zu Beginn des 20. Jahrhunderts kaufte der Agrarunternehmer Josef Wohanka eine stillgelegte Fabrik auf und errichtete darin eine Reinigungs- und Trocknungsanlage für Rübensaatgut. Im ersten Drittel des 20. Jahrhunderts begann mit dem Bau der Einfamilienhaussiedlung Horní Roztoky die Erweiterung von Roztoky auf die Hochfläche über dem Moldautal. Zugleich entstanden Pläne für die Errichtung eines Stadtzentrums in Horní Roztoky. 1927 wurde die Minderstadt dem Bezirk Praha-venkov und dem Gerichtsbezirk Praha-západ zugeordnet. Ab 1929 gehörte Roztoky zum Gerichtsbezirk Praha-sever. Im Jahre 1932 hatte Roztoky bereits 2954 Einwohner. 1942 wurde Roztoky Teil des neu gebildeten Bezirkes Praha-venkov-sever. Nach dem Ende des Zweiten Weltkrieges kam Roztoky zum Gerichtsbezirk Praha-západ. In den Jahren 1945 bis 1948 entstand die Penizillinfabrik, aus der später das Forschungsinstitut für Antibiotika und Biotransformation (Výzkumný ústav antibiotik a biotransformací) hervorging. Seit 1949 gehört Roztoky zum Okres Praha-západ. Im Jahre 1960 wurde Žalov eingemeindet. In den nachfolgenden Jahren wuchsen Žalov und Roztoky durch Bebauung der Hochfläche zusammen. 1968 wurde Roztoky zur Stadt erhoben und erhielt ein Wappen. Aus dem Forschungsinstitut für Antibiotika und Biotransformation ging in den 1990er Jahren die ICN Czech Republic hervor, die heute als VUAB Pharma a.s. firmiert und das größte Unternehmen  in der Stadt ist. Im Jahre 2002 überflutete das Moldauhochwasser die hohen Dämme am Schloss und der VUAB Pharma a.s. und verursachte schwere Schäden. Im Jahre 2005 entstand auf den Feldern nordwestlich des neuen Hauptplatzes in Horní Roztoky das neue Wohnviertel Solníky. Roztoky ist heute eine Satellitenstadt von Prag mit Industrieansiedlungen und großen Wohnsiedlungen. Zwei Linien der Esko Prag verkehren über bzw. nach Roztoky.

## Stadtgliederung
Für die Stadt Roztoky sind keine Ortsteile ausgewiesen. Sie gliedert sich in die Katastralbezirke Roztoky u Prahy und Žalov. Siedlungseinheiten sind Háje, Horní Roztoky I, Horní Roztoky II, Na Dubečnici, Pobřeží, Průmyslový obvod, Roztoky-střed und Žalov.

## Sehenswürdigkeiten
- Burgstätte Levý Hradec, nordwestlich bei Žalov über dem Moldautal
- Burgstätte Řivnáč, westlich von Žalov über dem Moldautal
- Burgstätte Pravý Hradec, nördlich der Stadt am gegenüberliegenden Moldauufer
- Kirche des hl. Kliment in Levý Hradec
- Kirche Geburt Johannes des Täufers in Horní Roztoky, sie entstand 1865–1867 durch Umbau eines alten Speichers
- Statue des hl. Johannes von Nepomuk vor der Kirche in Horní Roztoky, geschaffen 1845

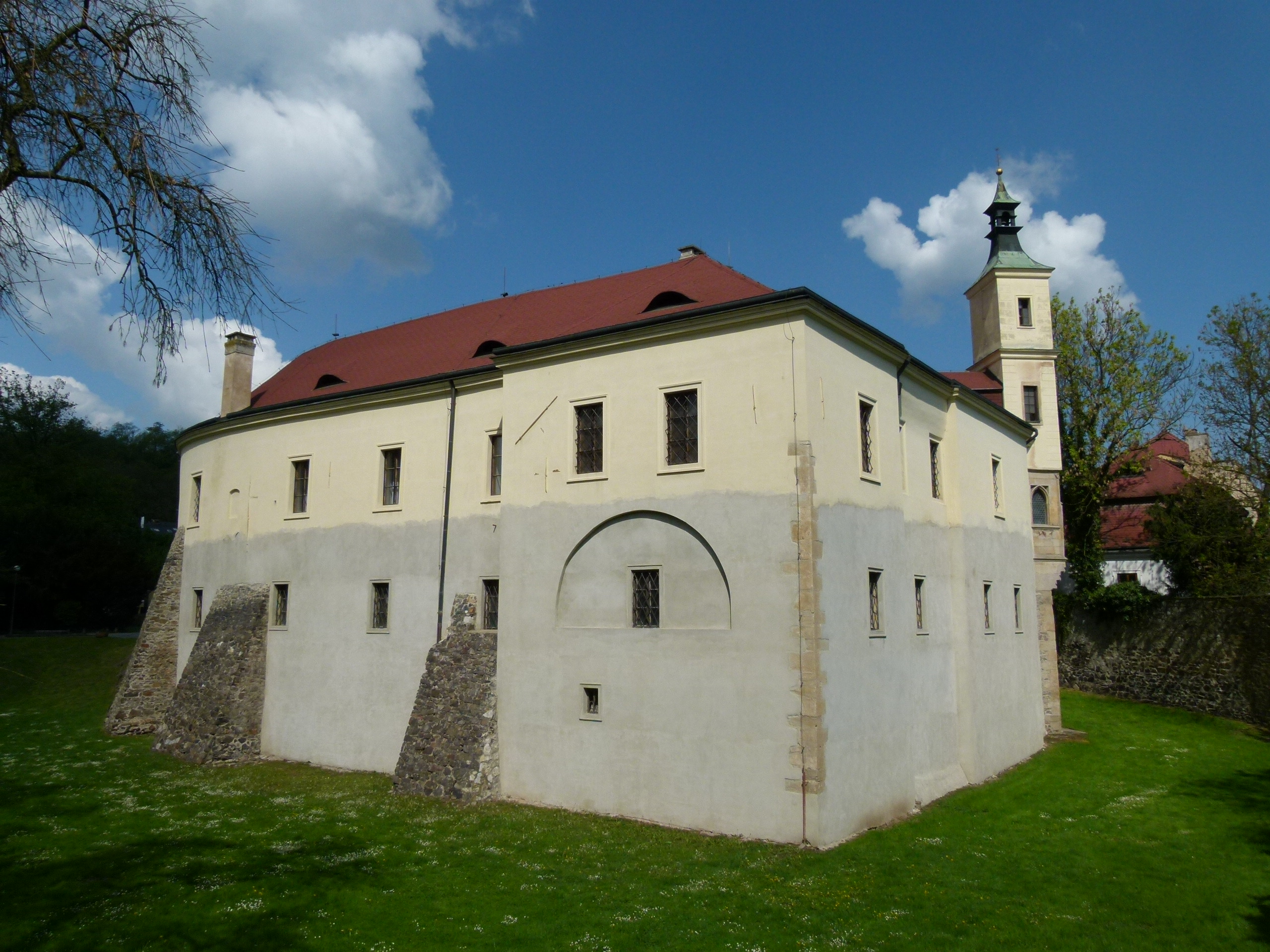
Schloss Roztoky

- Schloss Roztoky, es entstand im 17. Jahrhundert anstelle eines während des Dreißigjährigen Krieges zerstörten Vorgängerbaus und wurde im 19. Jahrhundert umgestaltet. Seit der Zwischenkriegszeit befand sich das Schloss in einem baufälligen Zustand. Nachdem das Gut und Schloss nach der Verstaatlichung 1948 in die Trägerschaft des Staatsgutes übergegangen war, wurde das Schloss dem völligen Verfall preisgegeben und Teile der Anlage abgebrochen. Seit den 1950er Jahren bemühten sich Heimatkundler um die Rettung der Anlage und 1957 entstand ein Museum im Schloss. Seit 1961 ist das Schloss öffentlich zugänglich, der Středočeský kraj übernahm 1974 das Museum als Ausstellung des Středočeský muzeum.
- Mühle Braunerův mlýn (Nr. 5) aus dem 19. Jahrhundert. Im Jahre 1856 kaufte der Politiker František August Brauner die Kleine Mühle (Malý mlýn). Nachfolgend wurde die Mühle neben Brauners Prager Haus Na Perštýně zu einem Zentrum der tschechischen Politik in der k.k. Monarchie. In der Mühle befindet sich heute eine Ausstellung des Středočeské muzeum zum Werk von Brauners Tochter, der Malerin Zdenka Braunerová.
- Naturreservat Údolí Únětického potoka mit
  - Felssporn Holý vrch mit Aussichtspunkt Alšova vyhlídka, östlich des Dorfes
  - Felskamm Kozí hřbety, südöstlich von Únětice
  - Tal Tiché údolí des Únětický potok unterhalb des Dorfes bis zum Moldautal, mit den vier Mühlen Roztocký, Spálený, Tůmův und Trojanův mlýn sowie mehreren Villen
    - Villa Mia (Nr. 79), erbaut in den 1850er Jahren, zu den Sommergästen gehörte u. a. Bedřich Smetana
    - Klassizistisches Lobkowicz-Schlösschen (Nr. 10), errichtet 1869 anstelle der Neuen Mühle
    - Villa des Schriftstellers Joe Hloucha im japanischen Stil
    - Ehemaliges Luxushotel Sakura, erbaut in den 1920er Jahren neben der Villa Hloucha. Der ebenfalls im japanischen Stil errichtete Bau wurde in den 1970er Jahren im Zuge seiner Umnutzung zum Krankenhaus architektonisch verunstaltet
    - Villa Bráf (Nr. 99), ehemaliger Sommersitz der Familie von Albín Bráf, der 1912 dort verstarb

## Städtepartnerschaften
- Skawina, Polen, seit 2005[5]

## Persönlichkeiten

### Söhne und Töchter der Stadt
- Ludwig von Löhner (1812–1852), österreichischer Arzt, Dichter und Politiker
- Emil Utitz (1883–1956), Philosoph
- Jana Koubková (* 1944), Jazzsängerin
- Zdeněk Jiskra (1928–2016), Onomastiker

### In Roztoky wirkten und lebten
- František August Brauner (1810–1880), tschechischer Politiker und Abgeordneter des Reichstages
- Zdenka Braunerová (1858–1934), Malerin
- Albín Bráf (1851–1912), Volkswirt, Politiker und Journalist
- Čeněk Ryzner (1845–1923), der Arzt und Hobbyarchäologe gilt als Entdecker der Aunjetitzer und der Řivnáč-Kultur.
- Joe Hloucha (1881–1957), tschechischer Japanologe und Schriftsteller